# Прапор Підлубів
Пра́пор Підлубі́в — офіційний символ села Підлуби Ємільчинського району Житомирської області, затверджений 17 травня 2013 р. рішенням № 190 XXI сесії Підлубівської сільської ради VI скликання.

## Опис
Квадратне полотнище горизонтально поділене на три частини (1:3:1) — червону, жовту, зелену. На центральній смузі зображено дуб із чорним стовбуром і зеленою кроною.
Автор — Сергій Казимирович Лашевич.